# Urthvalafjörður
Urthvalafjörður (isländska: Urthvalafjörður) är en fjord i republiken Island.   Den ligger i regionen Västlandet, i den västra delen av landet, 110 km nordväst om huvudstaden Reykjavík.